# Jenny Joseph
Jenny Joseph (Birmingham, 1932. május 7. – 2018. január 8.) angol költő.

## Művei
- Unlooked-for Season (1960, a Gregory-díj nyertese)
- Rose in the Afternoon (1974, a Cholmondeley-díj nyertese)
- The Thinking Heart (1978)
- Beyond Descartes (1983)
- Persephone (1986, a James Tait Black-emlékdíj nyertese)
- Beached Boats (1992)
- The Inland Sea (1992)
- Selected Poems (1992)
- Ghosts and Other Company (1996)
- Extended Similes (1997)
- Warning (1997)
- Led by the Nose (2002)
- Extreme of Things (2006)
- Nothing Like Love (2009)

## Díjai
- Gregory-díj (1960, az Unlooked-for Season művéért)
- Cholmondeley-díj (1974, a Rose in the Afternoon művéért)
- James Tait Black-emlékdíj (1986, a Persephone művéért)
- Forward-díj (1995, a legszebb versért: In Honour of Love)